# 九十九眠るしずめ
『九十九眠るしずめ』（つくもねむるしずめ）は、高田裕三による日本の漫画作品。講談社『別冊ヤングマガジン』にて2004年から2009年まで連載。作中での年の区切りごとに章立てされており、明治16年を舞台とした第一章（副題なし）と第二章「明治十七年編」がある。
話数カウントは「◯ノ加護」、◯には漢数字（大字）が入る。

## あらすじ
明治16年（1883年）、文明開化が起こりつつある皇都東亰（とうけい）。しかし生活環境は江戸時代と大差なく、人々は流行するコレラに対しても非科学的な祈祷や呪符に頼っていた。そんな中、祈祷師ばかりが狙われる連続殺人事件が起こる。
魔物を体内に取り込み封印することができる護法実（ごぼうざね）の倉橋しずめは、密偵・乾虎源太とともに「怪異見廻組」を結成。人に寄生し人外の力を与える九十九神による不可解な事件を解決していく。
敵対する宗教集団「東方支天衆護神民」との戦いの中、九十九神の由来と支天衆の狙い、そしてしずめの母の消息がやがて明らかになっていく。

## 登場人物
倉橋しずめ（くらはし しずめ）
本作の主人公。16歳。陰陽師の父と護法実の母による「護法院倉橋家」の一人娘。土蜘蛛・鵺・蛟と三柱の九十九神を身に宿している。当初は心が乱れると九十九神が暴走し、そのたびに意識を失う。これを眠り（ねぶり）と呼び怯えていたが、トラゲンに金平糖をもらったことでコントロールできるようになっていく。
一人称は「ボク」で科学的な思考の持ち主。甘味に目がない。
乾虎源太（いぬい こげんた）
通称トラゲン。警察の密偵として九十九神に関わる事件の調査を行う。手裏剣を使う・天井裏に潜むなどの行動から度々「忍者」と呼ばれるが、その都度訂正している。会津藩出身。
倉橋彦文（くらはし ひこふみ）
しずめの父。高名な陰陽師。京都出身ではあるが、標準語で話す。行方不明となっている妻・静の消息を求めて家出したが、しずめを溺愛しており、何度もしずめの前に現れては危機を救う。
しずめが九十九神を持ちつつも完全に意識を乗っ取られることがないのは、倉橋家の血が持つ免疫力によるものである。また、科学を重んじる姿勢もしずめに受け継がれている。
倉橋静（くらはし しずか）
しずめの母。神を呼びおろし、その身に憑依させて力を使用する修験道の能力者、護法実である。旧姓は護法院。しずめに「眠りを覚ましてくれる人を待つように」と言い残し、10年前に失踪している。
しずめの持つ三柱の九十九神は、もとは静が持っていたものである。
藤田五郎（ふじた ごろう）
警視庁第三課の警部補（後に麻布警察署に異動）。虎源太らに指示し、支天衆の動きを追う。
北里柴三郎（きたざと しばさぶろう）
内務省衛生局の職員。藤田に九十九神の調査を依頼される。
樋口奈津（ひぐち　なつ）
警視庁職員の樋口則義の娘。藤田が異動になった際、父の伝言をしずめに知らせに来た。
南方熊楠（みなかた くまぐす）
北里の知り合いの共立学校生。辞令で日本中を巡回させられる事になった北里の紹介で、菌核を調べる。
土方歳三（ひじかた としぞう）
青龍の菌核を植えられ蘇った、元新撰組副長。
原田左之助（はらだ さのすけ）
木霊の菌核を植えられ蘇った、元新撰組十番隊隊長。彦文の十年に及ぶ治療によって、木霊を抑える事に成功する。
永倉新八（ながくら しんぱち）
元新撰組二番隊隊長。木霊となった左之助に襲われていた所を静と彦文に救われた事から、護神民に加わる。

## 書誌情報
- 『九十九眠るしずめ』（全3巻）
  - 第1巻 2004年8月6日発行 ISBN 978-4-06-334911-5
  - 第2巻 2005年4月22日発行 ISBN 978-4-06-334991-7
  - 第3巻 2006年6月23日発行 ISBN 978-4-06-372149-2
- 『九十九眠るしずめ -明治十七年編-』（全4巻）
  - 第1巻 2007年8月23日発行 ISBN 978-4-06-372330-4
  - 第2巻 2008年1月4日発行 ISBN 978-4-06-375427-8
  - 第3巻 2008年12月22日発行 ISBN 978-4-06-375614-2
  - 第4巻 2009年12月4日発行 ISBN 978-4-06-375840-5
- 『九十九眠るしずめ』講談社漫画文庫(全4巻)
  - 1 東之巻 2010年08月12日発行 ISBN 978-4063707557
  - 2 西之巻 2010年09月10日発行 ISBN 978-4063707564
  - 3 南之巻 2010年10月08日発行 ISBN 978-4063707571
  - 4 北之巻 2010年11月12日発行 ISBN 978-4063707588